# Gonzalo Fierro
Gonzalo Antonio Fierro Caniullán (Santiago del Cile, 21 marzo 1983) è un ex calciatore cileno, di ruolo difensore.

## Carriera

### Club

#### Colo Colo
Fin dalle giovanili Fierro ha giocato per il Colo-Colo, dove viene soprannominato El Joven Pistolero (il giovane cecchino). Debutta nel calcio professionistico cileno giocando cinque partite nell'Apertura 2002. Nel 2005 segna 13 reti nel Torneo di Clausura 2005, guadagnandosi la chiamata in nazionale nel 2006.
Durante la Copa Sudamericana 2006, nella quale il Colo Colo raggiunge la finale contro il Pachuca, segna due reti con altrettanti tiri dalla distanza. Ha segnato due volte nella Coppa Libertadores 2008, giocata da titolare, un rigore contro il Boca Juniors e un gol contro l'Unión Atlético Maracaibo. Il 26 agosto 2008. si trasferisce al Flamengo, in Brasile. Nel gennaio 2012 torna in patria nel club di origine, il Colo Colo.

#### Flamengo
Il suo arrivo al Flamengo si era unito a quelli di Rubens Sambueza, Josiel e Marcelinho, acquistati dal Flamengo durante il periodo estivo. In campo veste la maglia numero 16.

### Nazionale
Fierro è stato incluso da Marcelo Bielsa nei convocati per la Copa América 2007, ed è convocato regolarmente per le Qualificazioni al mondiale 2010.

## Palmarès

### Club

#### Competizioni nazionali
- Campionato cileno: 5

Colo-Colo: Clausura 2002, Apertura 2006, Clausura 2006, Apertura 2007, Clausura 2007
- Campionato brasiliano: 1

Flamengo: 2009

#### Competizioni statali
- Campionato Carioca: 1

Flamengo: 2011